# György Kurtág junior
György Kurtág Jr. (* 13. Oktober 1954 in Budapest) ist ein ungarischer Komponist und Synthesizerspieler, der auch als Musikwissenschaftler tätig war.

## Leben und Wirken
Kurtág stammt aus einer Musikerfamilie: Seine Eltern sind György und Márta Kurtág. Früh wandte er sich der Musik zu. Nachdem er sein Kompositionsstudium an der Franz-Liszt-Musikakademie abgeschlossen hatte, verließ Kurtág Ungarn Ende der 1970er Jahre.
Kurtág migrierte nach Frankreich, wo er von 1980 bis 1982 dem Team des Europäischen Zentrums für Musikforschung in Metz angehörte. Danach war er am Institut de recherche et coordination acoustique/musique in Paris sechs Jahre als Komponist-Forscher beschäftigt. Dort hat er sich mit elektronischen Klängen und Fragen der Wahrnehmung und Wertung, der Analyse und Ästhetik akustischer Phänomene beschäftigt, bis hin zu Projekten wie dem Méta-Mallette Joystick Orchestra oder auch Jean Haurys „Meta-Performer“. Am IRCAM arbeitete er mit Mauricio Kagel, Péter Eötvös, Sylvano Bussotti und George Lewis. Kurtág war 1986 an der Aufführung von Pierre Boulez’ Stück Répons in den Vereinigten Staaten beteiligt. Als Koordinator für Kunst/Wissenschaften am Studio de création et de recherche en informatique et musiques expérimentales der Universität Bordeaux, wo er anschließend angestellt war, umfasste seine Forschung die Analyse und Aufzeichnung der Gestik der Musiker sowie die Schaffung neuer Instrumente.
Kurtág erhielt Kompositionsaufträge vom Centre Georges-Pompidou, dem Louvre-Museum, dem Museum Grenoble sowie von bildenden Künstlern, Videokünstlern und Choreographen. Seit 1983 arbeitet er mit dem Regisseur Ferenc Grunwalsky zusammen und komponierte die Musik für mehrere Spielfilme, darunter die von Goldberg variácók, die 1993 mit dem Preis der Filmkritik für die beste Musikkomposition ausgezeichnet wurden. 2005 erschien sein Album New Dimension Workshop: Presence = Jelenlét - Ritual Songs.
2006 führte er als Interpret das Stück Zwiegespräch auf, eine gemeinsame Komposition von Vater und Sohn Kurtág für Streichquartett und Elektronik, die erst nach acht Jahren fertiggestellt wurde (dokumentiert auf Kurtág: 80).
Kurtág veröffentlichte 2009 mit den Komponisten und Musikern László Hortobágyi und Miklós Lengyelfidie das Album Kurtágonals bei ECM, das elektronische Klanglandschaften enthält. Mit dem Bassisten Miklós Lengyelfi II und Schlagzeuger András Márton (beide von der ungarischen Rockband KFT) gründete er im selben Jahr die Gruppe Sc.Art; deren Album The Well-Tempered Universe erhielt 2010 den ungarischen Prix Fonogram als Platte des Jahres. Mit den Hip-Hopern von Balkan Fanatik veröffentlichte er 2015 das Album All Paths Are Yours. 2019 folgte mit László Gőz und Miklós Lukács das Improvisationsalbum Creation bei BMC Records. Mit dem Bassisten Barre Phillips entstand das Album Face à Face (ECM, 2022).